# Onthophilus convictor
Onthophilus convictor är en skalbaggsart som beskrevs av Joseph Henri Adelson Normand 1919.
Onthophilus convictor ingår i släktet Onthophilus och familjen stumpbaggar. Inga underarter finns listade i Catalogue of Life.